# Джрухи
Джру́хи (арм. Ջրուղի) или кя́хрез (арм. Քյահրեզ) — подземные каналы, посредством которых в некоторых регионах Древней и Средневековой Армении (низменных регионах Сюника, Нахичевана, Васпуракана, частично Арцаха) происходила доставка питьевой воды в сёла и города.